# Parafia Podwyższenia Krzyża Świętego w Jaszczwi
Parafia Podwyższenia Krzyża Świętego w Jaszczwi − parafia rzymskokatolicka znajdująca się w diecezji rzeszowskiej w dekanacie Jasło Wschód. Parafię erygowano w 1982 roku.